# Imogen Waterhouse
Imogen «Immy» Hope Waterhouse (Londres, 9 de junio de 1994) es una actriz, modelo y directora británica. Saltó a la fama con su papel protagonista de Gwynn Calkussar, el último miembro superviviente de una familia real derrocada, en la serie de drama y fantasía de The CW, The Outpost. También es conocida por sus apariciones en películas como Nocturnal Animals (2016), Stan Lee's Lucky Man (2016) y Braid (2018).

## Biografía

### Infancia y educación
Imogen Waterhouse nació el 9 de junio de 1994 en Hammersmith, un borough situado en el oeste de Londres. Su padre es cirujano plástico y su madre enfermera. Tiene dos hermanas y un hermano, su hermana mayor es Suki Waterhouse, quien también trabaja como actriz y modelo. En 2014, firmó con la agencia de modelos y talentos Next Model Management, que también trabaja con su hermana Suki. Como modelo ha aparecido en campañas publicitarias y comerciales para Tommy Hilfiger, Olivier Rousteing, Ugg, V by Very, Shopbop y Missoma. Sin embargo, decidió enfocarse principalmente en su carrera como actriz y se formó en la Oxford School of Drama.

### Carrera
Desde 2015, ha aparecido como invitada en varias series de televisión y tuvo un papel secundario en la película para televisión de 2016 Nocturnal Animals, y en la película de 2017 The Last Photograph. En 2018, obtuvo un papel principal en la película de terror Braid, así como en la serie de fantasía The Outpost, en la que interpreta el papel de la princesa Rosmund, el último miembro sobreviviente de una familia real derrocada. En una entrevista para la revista británica Radiotimes de la BBC, dijo que lo que más la había atraído del papel fueron las características complejas de la heroína principal, Talon, y la naturaleza sin complejos de todas las mujeres de la serie. Hizo su debut como directora en el episodio 9 de la temporada 3, She Is Not a God. Lo que la convierte en el primer miembro del elenco en dirigir un episodio de The Outpost.
En 2019, apareció en el cortometraje Rain Stops Play de Mika Simmons, donde interpretó a una joven estadounidense que se convierte en el interés amoroso del propietario de una galería de arte en Nueva York. En junio de 2022, obtuvo un papel protagonista en la serie dramática de televisión de Apple TV+, The Buccaneers, basada en la novela del mismo título de Edith Wharton, que se estrenó el 8 de noviembre de 2023. El 19 de diciembre se renovó por una segunda temporada.

## Filmografía
| Año       | Título               | Papel                              | Notas                                       | Ref.   |
| --------- | -------------------- | ---------------------------------- | ------------------------------------------- | ------ |
| 2015      | The Coroner          | Sophie Bailey                      | Episodio: «First Love»                      |        |
| 2015      | Love Advent          | Immy Waterhouse                    | Episodio: «Immy Waterhouse»                 |        |
| 2016      | Stan Lee's Lucky Man | Lucie                              | Episodio: «Win Some, Lose Some»             |        |
| 2016      | Nocturnal Animals    | Chloe                              | Telefilme                                   | [ 8 ]  |
| 2017      | The Halcyon          | Lady Alexandra Cooper              | Episodio 1x1ː «Lady Alexandra Cooper»       |        |
| 2017      | The Last Photograph  | Hija                               | Telefilme                                   | [ 9 ]  |
| 2018      | Braid                | Petula Thames / Doctor             | Telefilme                                   | [ 10 ] |
| 2018–2021 | The Outpost          | Gwynn Calkussar / Princesa Rosmund | Papel principal; 36 episodios               | [ 11 ] |
| 2019      | Do Not Disturb       | Glue                               | Episodio 1x7ː «Glue»                        |        |
| 2019      | Rain Stops Play      | Alice                              | Cortometraje                                | [ 13 ] |
| 2020      | In the Pink          |                                    | Cortometraje                                |        |
| 2021      | The Irregulars       | Eleanor Margot                     | Episodio 4; «Both the Needle and the Knife» | [ 18 ] |
| 2023-2025 | The Buccaneers       | Jinny St. George                   | Papel principal; 13 episodios               | [ 15 ] |